# Kladari (Chorwacja)
Kladari – wieś w Chorwacji, w żupanii sisacko-moslawińskiej, w gminie Sunja. W 2011 roku liczyła 7 mieszkańców.